# Ernst von Houwald

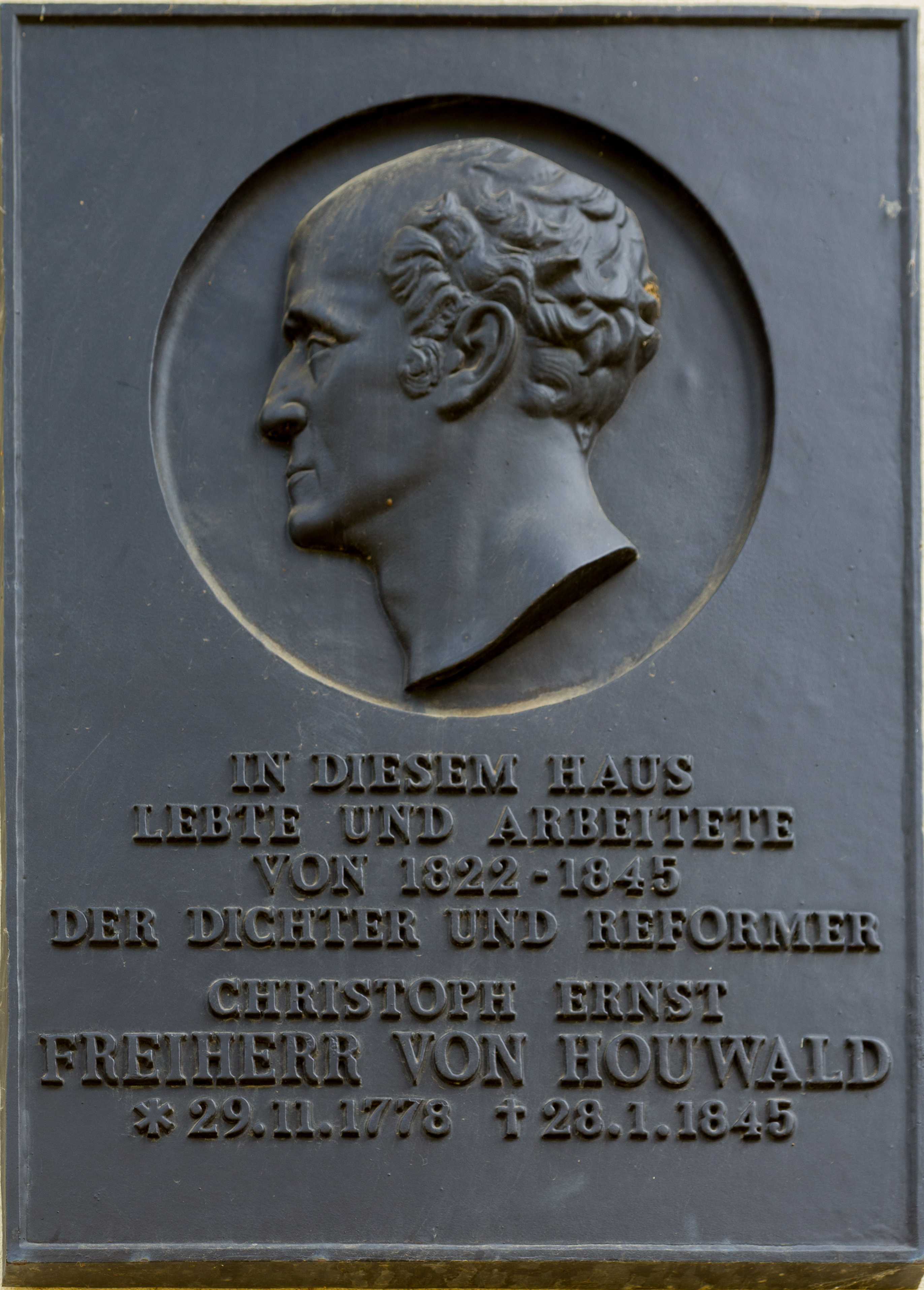
Gedenktafel für Ernst Freiherr von Houwald am Portal von Schloss Neuhaus in Lübben

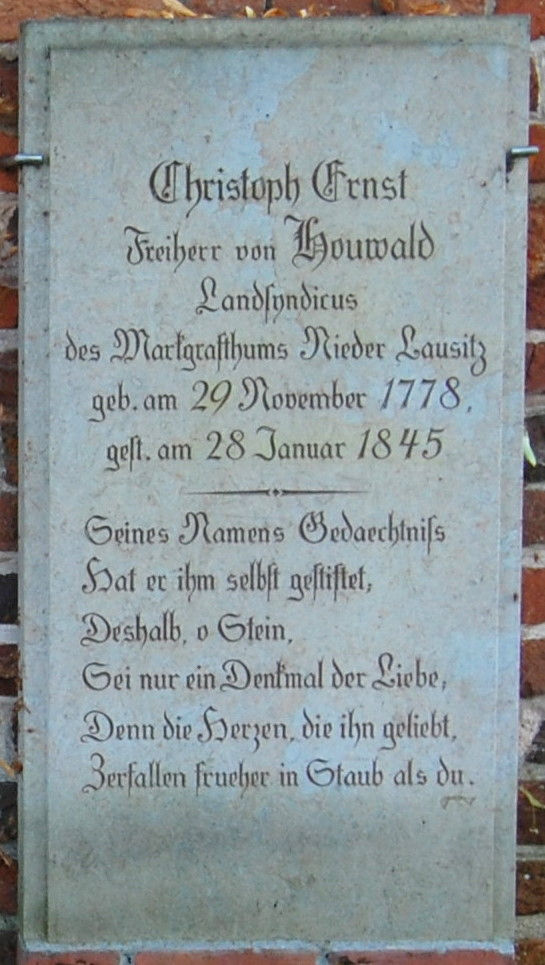
Grabstein Houwalds in Steinkirchen

Ernst Christoph Freiherr von Houwald (* 29. November 1778 in Straupitz/Spreewald; † 28. Januar 1845 in Lübben) war ein deutscher Schriftsteller und Dramatiker aus dem Adelshaus derer von Houwald.

## Herkunft
Seine Eltern waren Wilibald von Houwald (1739–1799) und dessen Ehefrau  Auguste von Knoch (1747–1815). Sein Vater war kursächsischer Landrichter der Markgrafschaft Niederlausitz.

## Leben

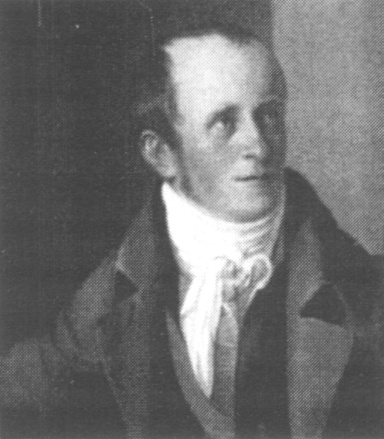
Ernst Freiherr von Houwald

Houwald besuchte das Pädagogium zu Halle, studierte an der Universität dort dann Kameralwissenschaften (Recht) und erhielt 1802 im ständischen Dienst seiner Provinz eine Anstellung. Als durch die neue Organisation der an Preußen gefallenen Niederlausitz 1815 seine Wirksamkeit gehemmt wurde, zog er sich auf das elterliche Gut Straupitz zurück, wo er an der Leitung der Geschäfte beteiligt war.
1806 heiratete er Auguste von Haberkorn, mit der er ab 1806 auf Schloss Sellendorf lebte und neun eigene Kinder und drei Pflegekinder aufzog. 1822 wählten die Niederlausitzer Stände von Houwald zum Landsyndikus, woraufhin er nach Schloss Neuhaus bei Lübben zog, wo er bis zu seinem Tode 1845 lebte. Ab 1816 lebte sein Jugendfreund Karl Wilhelm Salice-Contessa (der Jüngere) bei ihm auf Neuhaus. Beide hatten schon während ihrer gemeinsamen Hallenser Studienzeit erste Werke geschrieben. 1818 erschien als erstes Werk von Houwald Romantische Accorde. Die Heimkehr war das erste seiner Werke, das 1818 in Dresden uraufgeführt wurde.
Unter Houwald entwickelte sich Neuhaus zum Musenhof. So waren bei ihm Bettina und Achim von Arnim, Adelbert von Chamisso, Emanuel Geibel, Friedrich de la Motte Fouqué, Franz Grillparzer und Ludwig Tieck zu Gast.
1826 gelang es Houwald, Karl Friedrich Schinkel für den Bau der neuen Dorfkirche in Straupitz zu gewinnen.
Nach seinem Tod auf Schloss Neuhaus wurde er an der Nordseite der Dorfkirche Steinkirchen beigesetzt, wo sich noch heute sein Grabstein befindet.

## Werk

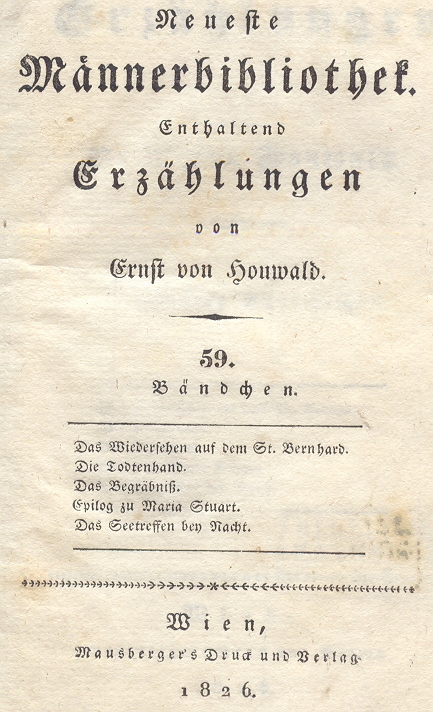
Erzählungen, Wien 1826 (Titelseite)

Schon früher hatte er unter fremdem Namen einige Dichtungen veröffentlicht; doch wandte er sich erst seit 1815 entschieden der Dichtkunst zu und ließ seinen von Contessa herausgegebenen Erzählungen Romantische Akkorde (Berlin 1817, 2 Bändchen) das Buch für Kinder gebildeter Stände (Leipzig 1819–1824, 3 Bände), die Bilder für die Jugend (Leipzig 182x–1832, 3 Bände) und Erzählungen (Dresden 1829) folgen.
Seinen Ruf verdankte er aber, dem Geschmack der Zeit gemäß, besonders seinen Schicksalstragödien, unter welchen Der Leuchtturm (mit einem andern, kleineren Trauerspiel: Die Heimkehr, Leipzig 1821) und Das Bild (Leipzig 1821, neue Auflage 1822) vermöge ihrer leichten und lyrisch volltönenden Versifikation am meisten Beifall fanden. Hierher gehören außerdem: Die Freistatt (Leipzig 1820), Fluch und Segen (Leipzig 1821), Die Feinde (Leipzig 1825) und Die Seeräuber (Leipzig 1830). Von geringerer Bedeutung sind das Gelegenheitsstück Der Fürst und der Bürger (Leipzig 1823) und das Lustspiel Die alten Spielkameraden (Weimar 1823).

## Rezeption
Houwalds Sämtliche Werke erschienen in fünf Bänden (Leipzig 1858/59).
Prominent veralbert wird Houwald in Grabbes Komödie Scherz, Satire, Ironie und tiefere Bedeutung: Houwalds Werke erreichen die Provinz regelmäßig als Einwickelpapier von Heringen - und nur dadurch seien die Texte genießbar.
Eine literarische Reflexion auf Leben und Werk Ernst von Houwalds findet sich in dem Band Versionen II von Gerd Hergen Lübben.